# Bertha Katscher
Bertha Katscher (Trenčín, 12 de junho de 1860 — Budapeste, 16 de setembro de 1903) foi uma escritora eslováquia.